# Tempel van de Nimfen
De Tempel van de Nimfen (Latijn:Aedes Nymphaea) was een tempel ter ere van de nimfen in het oude Rome.
De tempel stond op het Marsveld en werd naast de verering van de nimfen ook gebruikt als opslagplaats voor de administratie van de census. Deze telling vond plaats op het Marsveld in de Villa Publica en de censors zetelden in het nabijgelegen Atrium Libertatis, waardoor deze tempel waarschijnlijk ook ergens in de zuidoostelijke hoek van het Marsveld heeft gestaan. De tempel werd op 23 augustus ingewijd, het jaar is onbekend evenals de persoon die opdracht gaf tot de bouw.
Volgens Cicero liet de beruchte politicus Publius Clodius Pulcher de tempel in brand steken, om zo alle documenten van de census te vernietigen. Het is niet bekend of de tempel daarna nog herbouwd is.

## Antieke bron
1. ↑  Cicero, Paradoxa 4-31
2. ↑  Cicero, Pro Caelio 78

## Referentie
- L. Richardson, jr, A New Topographical Dictionary of Ancient Rome, Baltimore - London 1992. pp.269 ISBN 0801843006